# Балка Найвер
Балка Найвер (охоронна зона 30 м) — ландшафтний заказник місцевого значення. Об'єкт розташований на території Токмацького району Запорізької області, в балці «Найвер», Токмацьке лісництво, квартал № 60, виділ 2 (10 га), виділ 3 (3,5 га), виділ 4 (6,8 га), виділ 5 (6,7 га).
Площа — 27 га, статус отриманий у 1992 році.